# Sombrero (film din 1959)
Sombrero (titlul original: în rusă Сомбреро) este un film sovietic de comedie pentru copii, realizat în 1959 de regizoarea Tamara Lisițian, protagoniști fiind copii actori Anatoli Kulakov, Viktor Perevalov, Natalia Panina și Mișa Teagunov.

## Rezumat
Un grup de copii montează o piesă bazată pe Cei trei mușchetari și toată lumea vrea să joace rolul lui D'Artagnan. Unul dintre băieți îl „mituiește” pe regizor aducând patru săbi adevărate pe scenă. Și atunci Tolya Tîcinkin, evident cel mai bun D'Artagnan, hotărăște să-i dea o lecție infractorului.
O rudă diplomată din Mexic vine la el în vizită. Acesta îi aduce lui Șura un costum mexican și un sombrero adevărat. Deghizat, Șura se prezintă ca o rudă a lui Tîcinkin din Mexic pe nume Țaplin. Șura le-a făcut diferite farse băieților mai mult timp. În cele din urmă, și-au dat seama că „mexicanul” era Șura Tîcinkin și l-au tratat ca atare. În final, totuși a avut loc spectacolul cu participarea lui Șura...

## Distribuție
- Anatoli Kulakov – Șurik Tîcinkin
- Viktor Perevalov – Vovka-Pestik
- Natalia Panina – Alocika
- Mișa Teagunov – Vadik
- Vitea Glazkov – Slava
- Vasili Șișkin – Adrian
- Liudmila Cernîșiova – Olga Mihailovna Tîcinkina
- Vadim Graciov – Țaplin
- Serghei Koren – toreadorul
- Serghei Filippov – banderillero
- Margarita Korabelnikova – vocea lui Șurik (nemenționată)